# Bothrops sanctaecrucis
Espèce
Bothrops sanctaecrucis est une espèce de serpents de la famille des Viperidae. 

## Répartition
Cette espèce est endémique de Bolivie. Elle se rencontre dans les départements de Beni et de Santa Cruz.

## Description
C'est un serpent venimeux.

## Étymologie
Son nom d'espèce lui a été donné en référence au lieu de sa découverte.

## Publication originale
- Hoge, 1966 "1965" : Preliminary account on Neotropical Crotalinae (Serpentes: Viperidae). Memorias do Instituto de Butantan, vol. 32, p. 109-184.